# 莱格罗塞耶
莱格罗塞耶（法語：Les Groseillers，法語發音：[le ɡʁozɛje]）是法国德塞夫勒省的一个市镇，属于帕尔特奈区。

## 地理
莱格罗塞耶（46°31'31"N, 0°24'11"W）面积4.46 平方千米，位于法国新阿基坦大区德塞夫勒省，该省份为法国西部内陆省份，北起曼恩-卢瓦尔省，西接旺代省，南至夏朗德省和滨海夏朗德省，东临维埃纳省。
与莱格罗塞耶接壤的市镇（或旧市镇、城区）包括：阿洛讷、庞普利。

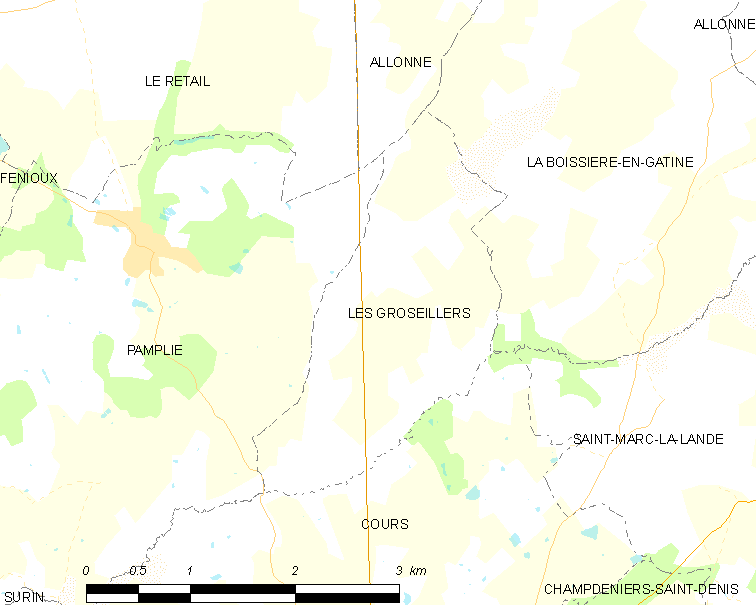
莱格罗塞耶的OSM定位图

莱格罗塞耶的时区为UTC+01:00、UTC+02:00（夏令时）。

## 行政
莱格罗塞耶的邮政编码为79220，INSEE市镇编码为79139。

## 政治
莱格罗塞耶所属的省级选区为拉加蒂讷县。

## 人口

1962-2008年间莱格罗塞耶人口变化图示

莱格罗塞耶于2022年1月1日时的人口数量为54人。